# Sciades platypogon
Sciades platypogon és una espècie de peix de la família dels àrids i de l'ordre dels siluriformes.

## Morfologia
- Els mascles poden assolir 45 cm de longitud total.[5][6]

## Hàbitat
És un peix demersal i de clima tropical.

## Distribució geogràfica
Es troba al Pacífic oriental: costes de Centreamèrica i Sud-amèrica.

## Ús comercial
És venut fresc.